# Нажак, Эмиль де
Граф Эмиль де Нажак (фр. Émile de Najac; декабрь 1828, Лорьян — 11 апреля 1889, Париж) — французский прозаик, либреттист
, водевилист и драматург.

## Биография
Родился в семье флотоводца и бонапартиста Бенуа Жоржа де Нажака.
Создал сам или в соавторстве с другими авторами ряд популярных развлекательных пьес, водевилей и оперетт.
Из комедий его, не раз поставленных в том числе и на сцене Императорского Малого театра и Санкт-Петербургского Михайловского театра, пользовались успехом, между прочим: «Une croix dans la cheminée» (1855), «La Clefsous le paillasson» (1859), «Nos maîtres» (1873). Написал ещё «La fille de trente ans» (со Скрибом), «Vente au profit des pauvres» (с Абу) и многие другие.